# Fence Houses
Fence Houses – wieś w Anglii, w hrabstwie ceremonialnym Tyne and Wear, w dystrykcie metropolitalnym Sunderland. Leży 17 km na południowy wschód od centrum Newcastle i 382 km na północ od Londynu. W 2018 miejscowość liczyła 6859 mieszkańców.